# Sainte-Léocadie
Sainte-Léocadie – miejscowość i gmina we Francji, w regionie Oksytania, w departamencie Pireneje Wschodnie.
Według danych na rok 1990 gminę zamieszkiwało 116 osób, a gęstość zaludnienia wynosiła 13 osób/km² (wśród 1545 gmin Langwedocji-Roussillon Sainte-Léocadie plasuje się na 786. miejscu pod względem liczby ludności, natomiast pod względem powierzchni na miejscu 809.). 

## Zabytki
Zabytki na terenie gminy posiadające status monument historique:
- kościół św. Leokadii (Église Sainte-Léocadie de Sainte-Léocadie)
- Ferme Cal Mateu